# ژانگ یو (تیرانداز)
ژانگ یو (انگلیسی: Zhang Yu؛ زادهٔ ۱۹ آوریل ۲۰۰۰) تیرانداز زن اهل چین است. وی در بازی‌های المپیک تابستانی ۲۰۰۰ حضور داشته‌است.
وی در مسابقات کشوری و بین‌المللی در مجموع برندهٔ ۲ مدال طلا، ۳ مدال برنز شده‌است.